# Acacia angusta
Acacia angusta är en ärtväxtart som beskrevs av Joseph Henry Maiden. Acacia angusta ingår i släktet akacior, och familjen ärtväxter. Inga underarter finns listade i Catalogue of Life.